# Budy Czarnockie
Budy Czarnockie is een plaats in het Poolse district  Łomżyński, woiwodschap Podlachië. De plaats maakt deel uit van de gemeente Piątnica en telt 320 inwoners.